# Szváziföld a 2011-es úszó-világbajnokságon
Szváziföld a 2011-es úszó-világbajnokságon egy úszóval vett részt.

## Úszás
Férfi
| Versenyző | Esemény                      | Selejtezők | Selejtezők | Elődöntő          | Elődöntő          | Döntő             | Döntő             |
| Versenyző | Esemény                      | Idő        | Helyezés   | Idő               | Helyezés          | Idő               | Helyezés          |
| --------- | ---------------------------- | ---------- | ---------- | ----------------- | ----------------- | ----------------- | ----------------- |
| Luke Hall | Férfi 50 méteres gyorsúszás  | 23.92      | 45         | Nem jutott tovább | Nem jutott tovább | Nem jutott tovább | Nem jutott tovább |
| Luke Hall | Férfi 100 méteres gyorsúszás | 52.45      | 57         | Nem jutott tovább | Nem jutott tovább | Nem jutott tovább | Nem jutott tovább |